# Болькерштрассе
Болькерштрассе (нем. Bolkerstraße) — улица в старом городе Дюссельдорф (федеральная земля Северный Рейн-Вестфалия). Улица пролегает от Аллеи Генриха Гейне до площади Бургплац перпендикулярно течению Рейна.

## История

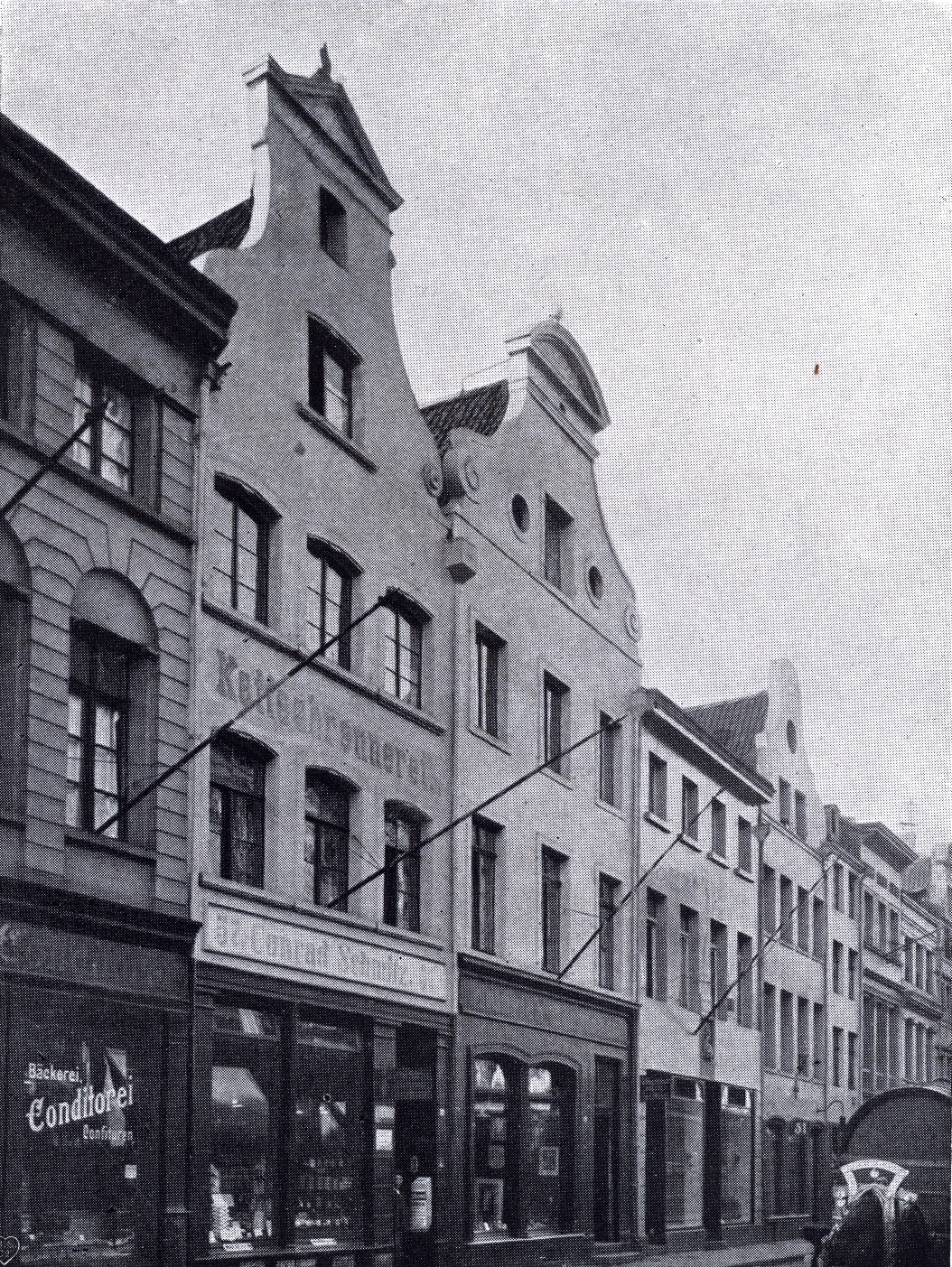
Болькерштрассе в 1909 году

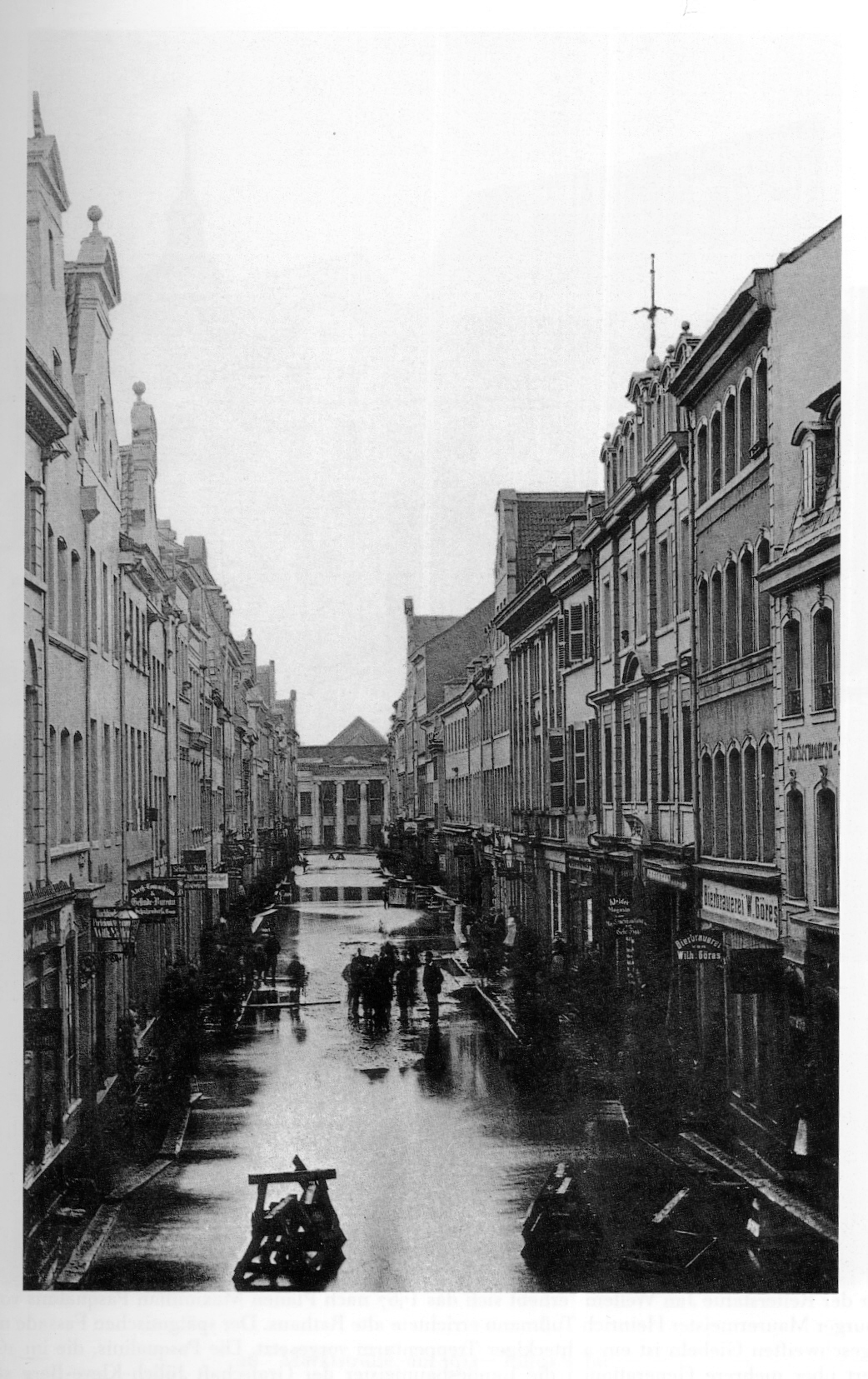
Болькерштрассе во время наводнения 1882 года

Улица Болькерштрассе была заложена во время первого городского расширения в 1384 году и впервые упоминается в 1417 году.

В документе 1435 года улица фигурирует под именем Больхгерштрассе. Есть разные варианты объяснения названия улицы, например, улица названа в честь жителя по имени Болке или название происходит от немецкого слова «Bollwerk» («бастион»). Так или иначе, но ни одно из объяснений не может быть признанным окончательным ввиду достаточных документальных подтверждений.

До второй мировой войны Болькерштрассе была одной из важнейших торговых улиц Дюссельдорфа. Во время войны большинство зданий на улице было разрушено и в ходе послевоенного восстановления на Болькерштрассе создается большое количество предприятий общественного питания, которые почти полностью вытеснили предприятия розничной торговли. Сегодня именно Болькерштрассе, наряду с Рейнской набережной позволяют говорить о Дюссельдорфе, как о «самой длинной барной стойке в мире» нем.  Längste Theke der Welt. На 300-метровом протяжении Болькерштрассе находится более 50 ресторанов, трактиров и баров, от которых круглый год выносятся уличные столики .

## Достопримечательности

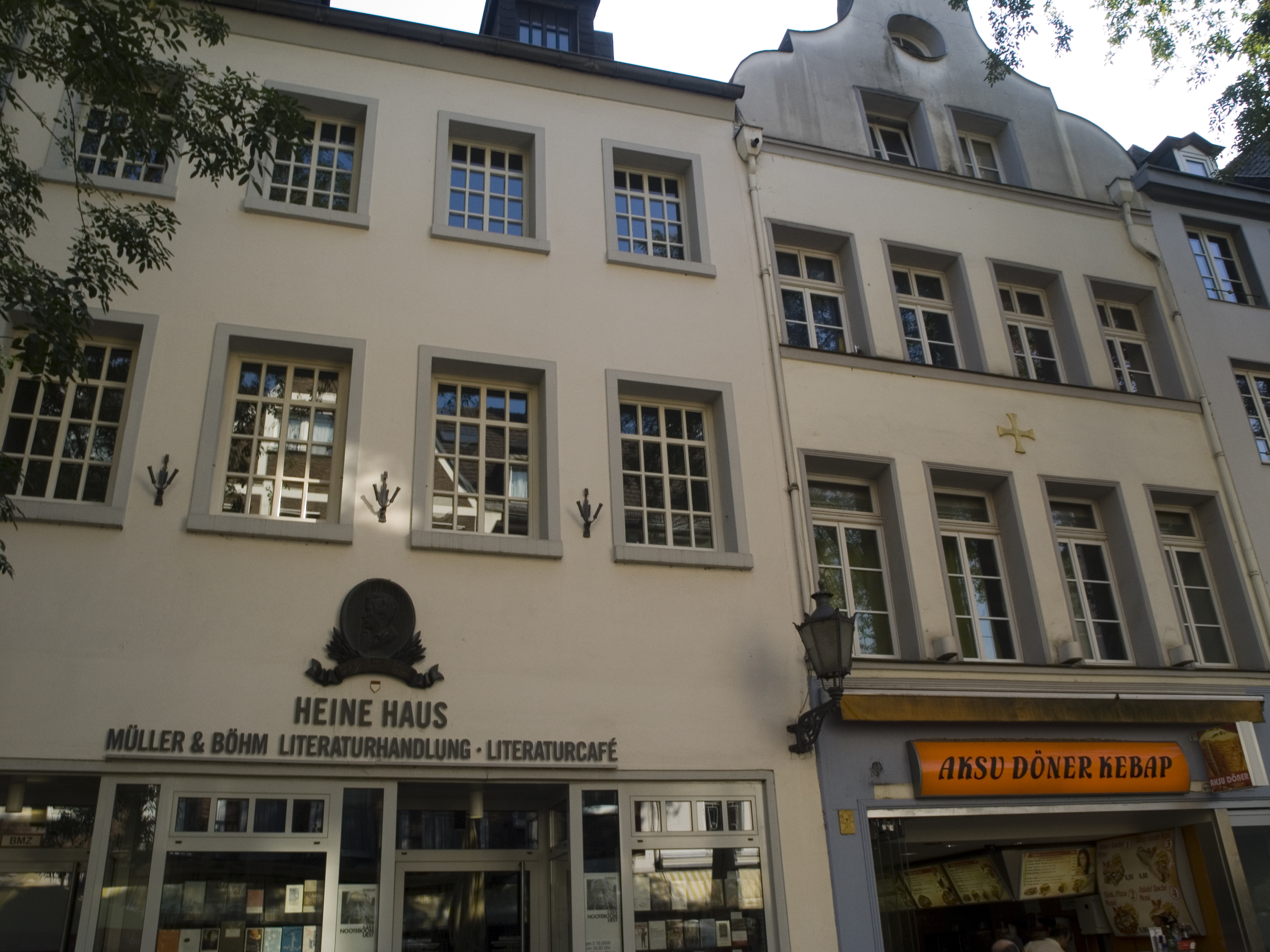
«Дом Гейне»

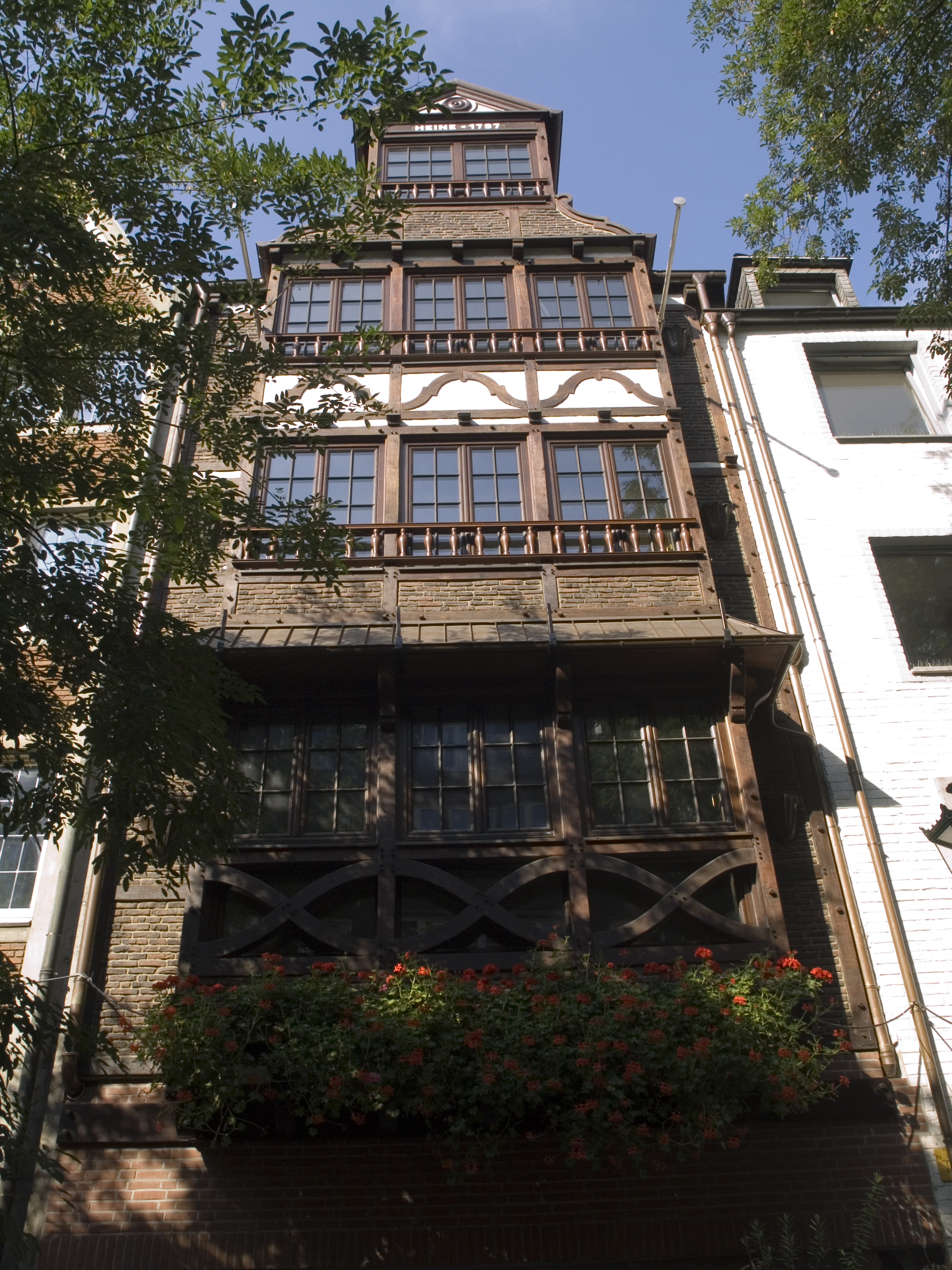

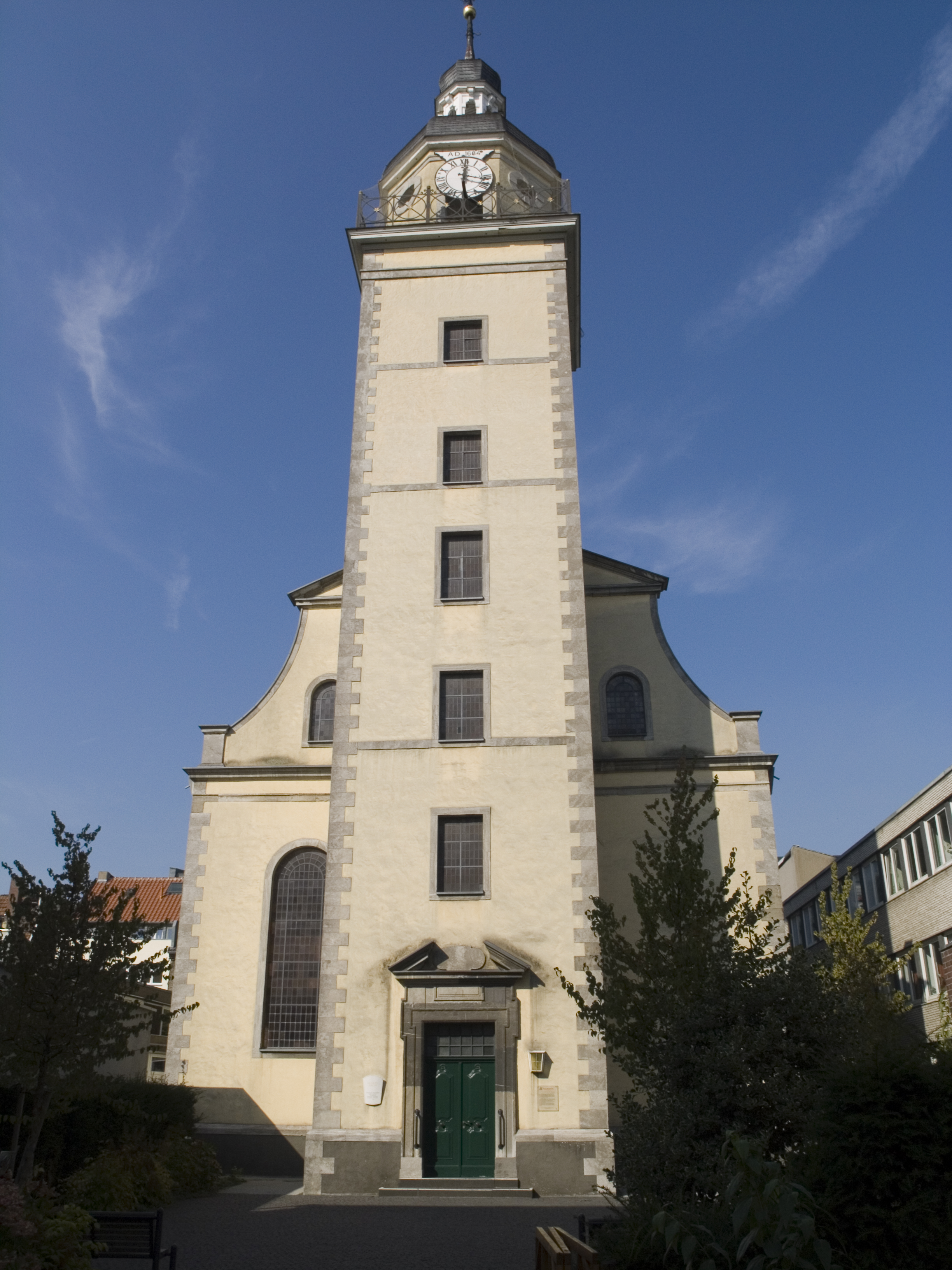
Неандеркирхе

На Болькерштрассе находится т. н. «Дом Гейне» (Болькерштрассе, 53). В здании, которое находилось на этом месте, 13 декабря 1797 года родился самый знаменитый уроженец Дюссельдорфа Генрих Гейне. Это здание погибло во время пожара в 1942 году. В построенном на этом месте в 60-е годы здании находится книжный магазин. Сегодня фасад здания украшает медальон с изображением Гейне.

Напротив дома Гейне находится протестантская церковь Неандеркирхе построенная в 1684 году и названная по имени немецкого теолога и сочинителя церковных гимнов Иоахима Неандера. Неандеркирхе — одно из немногих зданий, которое пережило вторую мировую войну практически без повреждений. Раньше Неандеркирхе закрывалось стоящими впереди зданиями, но в ходе войны эти здания были разрушены и более не восстанавливались.